# Équipe du Cameroun masculine de basket-ball
Cet article traite de l'équipe masculine. Pour l'équipe féminine, voir Équipe du Cameroun féminine de basket-ball.
Maillots
L'équipe du Cameroun masculine de basket-ball est l'équipe nationale qui représente le cameroun dans les compétitions internationales masculine de basket-ball. Elle est placée sous l'égide de la Fédération camerounaise de basket-ball (Cameroon Basketball Federation ou CBF). L'équipe est affiliée à la FIBA depuis 1965. Elle est surnomée "Les Lions indomptables".

## Palmarès

### Parcours aux Championnats d'Afrique des Nations
Voici le parcours de l'équipe du Cameroun en Championnat d'Afrique masculin de basket-ball :
| Année | Position | Compétition                                        | Pays hôte                         |
| ----- | -------- | -------------------------------------------------- | --------------------------------- |
| 2015  | 9e       | Championnat d'Afrique masculin de basket-ball 2015 | Radès, Tunisie                    |
| 2013  | 5e       | Championnat d'Afrique masculin de basket-ball 2013 | Abidjan, Côte d'Ivoire            |
| 2011  | 7e       | Championnat d'Afrique masculin de basket-ball 2011 | Antananarivo, Madagascar          |
| 2009  | 4e       | Championnat d'Afrique masculin de basket-ball 2009 | Tripoli, Libye                    |
| 2007  | 2e       | Championnat d'Afrique masculin de basket-ball 2007 | Luanda, Angola                    |
| 1992  | 8e       | Championnat d'Afrique masculin de basket-ball 1992 | Le Caire, Egypte                  |
| 1974  | 4e       | Championnat d'Afrique masculin de basket-ball 1974 | Bangui, République centrafricaine |
| 1972  | 8e       | Championnat d'Afrique masculin de basket-ball 1972 | Dakar, Sénégal                    |

### Parcours aux Jeux olympiques
- 1960 : non qualifié
- 1964 : non qualifié
- 1968 : non qualifié
- 1972 : non qualifié
- 1976 : non qualifié
- 1980 : non qualifié
- 1984 : non qualifié
- 1988 : non qualifié
- 1992 : non qualifié
- 1996 : non qualifié
- 2000 : non qualifié
- 2004 : non qualifié
- 2008 : non qualifié
- 2012 : non qualifié

### Parcours aux Championnats du Monde
- 1963 : non qualifié
- 1967 : non qualifié
- 1970 : non qualifié
- 1974 : non qualifié
- 1978 : non qualifié
- 1982 : non qualifié
- 1986 : non qualifié
- 1990 : non qualifié
- 1994 : non qualifié
- 1998 : non qualifié
- 2002 : non qualifié
- 2006 : non qualifié
- 2010 : non qualifié
- 2014 : non qualifié

## Équipe actuelle

### Joueurs locaux
- Marius Happi
- Frank Tchoubaye
- Kamagou
- Mbog Steve
- Mbogtam
- Essome
- Obouma
- Ngwesse
- Hans Ntamack
- Manga

## Joueurs célèbres ou marquants
- Joachim Ekanga-Ehawa
- Ruben Boumtje-Boumtje
- Luc Richard Mbah a Moute[4]
- Pascal Siakam[5]
- Joel Embiid[6]

## Sélectionneurs successifs
- 2007-2011 :  Lazare Adingono
- 2013 :  Michel Perrin
- 2015 :  Lazare Adingono[7]